# 鄂城两极虫
鄂城两极虫（学名：Myxidium ochengensis）为两极科两极虫属的动物。在中国，分布于湖北、武陵山地区等，营寄生生活，寄生在鲫的肾、膀胱、胆囊。